# Витковићи (Братунац)
Витковићи су насељено мјесто у општини Братунац, Република Српска, БиХ. Према прелиминарним подацима пописа становништва 2013. године, у насељу је живјело 155 становника.

## Становништво
| Демографија | Демографија | Демографија |
| Година      | Становника  | Становника  |
| ----------- | ----------- | ----------- |
| 1971.       | 338         |             |
| 1981.       | 328         |             |
| 1991.       | 346         |             |
| 2013.       | 155         |             |